# Aeroportul Mulatupo
Aeroportul Mulatupo (IATA: MPP) este un aeroport din Guna Yala, Panama ce deservește zona Mulatupu⁠(d). A fost numit după zona deservită.
Situat la o altitudine de 32 m, aeroportul dispune de o singură pistă.